# سازوی دریایی
سازوی دریایی (نام علمی: Juncus maritimus) نام یک گونه از سرده سازو است.